# Parancistrocerus texensis
Parancistrocerus texensis är en stekelart som beskrevs av Henri Saussure 1871. Parancistrocerus texensis ingår i släktet Parancistrocerus och familjen Eumenidae. Inga underarter finns listade i Catalogue of Life.